# Ralph Bellamy
Ralph Rexford Bellamy (Chicago, 17 giugno 1904 – Santa Monica, 29 novembre 1991) è stato un attore statunitense.
Nel 1987 ricevette l'Oscar alla carriera, riconoscimento giunto dopo quasi cinquant'anni dalla sua unica candidatura all'Oscar al miglior attore non protagonista per il film L'orribile verità (1937) di Leo McCarey.

## Biografia
Figlio di un dirigente pubblicitario, Charles Rexford Bellamy, e della canadese Lilla Louise Smith, Ralph Bellamy manifestò interesse per la carriera di attore fin da ragazzo. Dopo aver fondato nel 1922 la compagnia dei North Shore Players, entrò a far parte della Wisconsin Stock Company e negli anni successivi recitò con altre compagnie, esperienza che lo portò a debuttare a Broadway nel 1929 in Town Boy.
Scritturato dalla 20th Century Fox, intraprese la carriera sul grande schermo all'inizio degli anni trenta, debuttando nel ruolo di un gangster in The Secret Six (1931) e specializzandosi in ruoli di antagonista affascinante ma ingenuo, che in genere non riesce a conquistare la ragazza di turno. Tra i ruoli interpretati nel decennio, da ricordare il serio psichiatra di Vicolo cieco (1939), e l'antagonista di Cary Grant nelle commedie L'orribile verità (1937) e La signora del venerdì (1940).

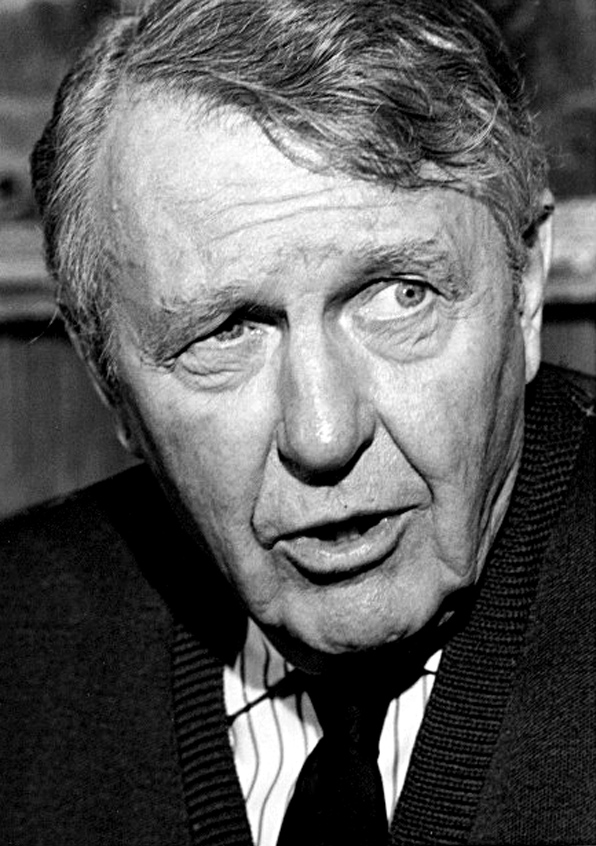
Ralph Bellamy nel 1971

All'inizio degli anni quaranta, Bellamy interpretò l'investigatore Ellery Queen in una serie di pellicole poliziesche prodotte dalla Universal, a partire da Ellery Queen, Master Detective (1940). Tuttavia, nel 1943 decise di fare ritorno sui palcoscenici di Broadway e nello stesso anno ottenne un Tony Award per la sua interpretazione del presidente Franklin Delano Roosevelt nella pièce Sunrise at Campobello, personaggio che porterà sullo schermo con grande successo nel 1960 nell'omonimo film. Il ruolo teatrale del detective McLeod nella pièce Detective Story, offrì invece a Bellamy l'ispirazione per il ruolo del poliziotto Mike Barnett, personaggio che interpretò in una fortunata serie di telefilm degli anni cinquanta, Man Against Crime.
Tra le interpretazioni di rilievo negli anni sessanta, da ricordare quella dell'allevatore di bestiame privo di senso dell'umorismo nell'avventura western I professionisti (1966) di Richard Brooks e quella dell'ammiccante satanista nell'horror Rosemary's Baby - Nastro rosso a New York (1968) di Roman Polański. Nel 1972 partecipa al film televisivo Il signore delle tenebre di Steven Spielberg. Da rilevare, in tarda età, l'interpretazione di uno dei due cinici e avari fratelli Duke in Una poltrona per due (1983), di John Landis, al fianco di Don Ameche, Eddie Murphy, Dan Aykroyd e Jamie Lee Curtis, ruolo "ripreso" nel cameo insieme allo stesso Don Ameche (interprete dell'altro fratello) nel film, sempre di John Landis, Il principe cerca moglie (1988), in cui i due fratelli sono ormai ridotti a senzatetto. Nel tempo intercorso tra questi due film partecipò anche al film Donne amazzoni sulla Luna (1987), diretto da vari registi, tra cui lo stesso Landis.
A lungo impegnato nel sostegno dei diritti degli attori, Bellamy fu uno dei fondatori del sindacato Screen Actors Guild e ricoprì la carica di presidente della Actors' Equity Association dal 1952 al 1964, contribuendo all'istituzione del primo fondo pensionistico per gli attori. Durante la cerimonia degli Oscar 1987, Bellamy ricevette dal collega Karl Malden l'Oscar alla carriera "per la sua unica abilità artistica e per la sua meritevole carriera nella professione di attore". Morì nel 1991 per una malattia ai polmoni, all'età di 87 anni, dopo sessant'anni di carriera conclusasi con il ruolo di James Morse nel film Pretty Woman (1990).

### Vita privata
Si sposò quattro volte: dal 1927 al 1931 con Alice Delbridge, da cui ebbe una figlia, Lynn; dal 1931 al 1945 con Catherine Willard, con cui adottò un bambino di nome Willard; dal 1945 al 1947 con l'organista Ethel Smith e dal 1949 con l'agente artistico Alice Murphy, con cui rimase fino alla morte.
Prozio dell'attore Sam Huntington, aveva due fratelli minori, uno dei quali morì pochi giorni dopo la nascita.

## Premi e riconoscimenti
Per il suo contributo all'industria televisiva, gli venne assegnata una stella sulla Hollywood Walk of Fame al 6542 di Hollywood Blvd.
Premi Oscar 1938 - Candidatura all'Oscar al miglior attore non protagonista per L'orribile verità

## Filmografia parziale

### Cinema
- The Secret Six, regia di George W. Hill (1931)
- The Magnificent Lie, regia di Berthold Viertel (1931)
- Risveglio (West of Broadway), regia di Harry Beaumont (1931)
- Surrender, regia di William K. Howard (1931)
- Proibito (Forbidden), regia di Frank Capra (1932)
- The Woman in Room 13, regia di Henry King (1932)
- Rebecca of Sunnybrook Farm, regia di Alfred Santell (1932)
- Almost Married, regia di William Cameron Menzies (1932)
- Ragazza selvaggia (Wild Girl), regia di Raoul Walsh (1932)
- L'aeroporto del deserto (Air Mail), regia di John Ford (1932)
- Oceano (Below the Sea), regia di Albert S. Rogell (1933)
- Dinamite doppia (Picture Snatcher), regia di Lloyd Bacon (1933)
- Sempre nel mio cuore (Ever in My Heart), regia di Archie Mayo (1933)
- Argento vivo (Spitfire), regia di John Cromwell (1934)
- Woman in the Dark, regia di Phil Rosen (1934)
- Notte di nozze (The Wedding Night), regia di King Vidor (1935)
- I distruttori (Air Hawks), regia di Albert S. Rogell (1935)
- Missione sublime (The Healer), regia di Reginald Barker (1935)
- I milioni della manicure (Hands Across the Table), regia di Mitchell Leisen (1935)
- Dangerous Intrigue, regia di David Selman (1936)
- L'uomo che visse due volte (The Man Who Lived Twice), regia di Harry Lachman (1936)
- Sangue selvaggio (Wild Brian Kent), regia di Howard Bretherton (1936)
- L'orribile verità (The Awful Truth), regia di Leo McCarey (1937)
- Febbre nera (The Crime of Doctor Hallet), regia di Sylvan Simon (1938)
- Il piacere dello scandalo (Fools for Scandal), regia di Mervyn LeRoy e Bobby Connolly (1938)
- Girandola (Carefree) di Mark Sandrich (1938)
- Vogliamo l'amore (Girls' School), regia di John Brahm (1938)
- Crociera d'amore (Trade Winds), regia di Tay Garnett (1938)
- Servizio della morte (Smashing the Spy Ring), regia di Christy Cabanne (1938)
- Lasciateci vivere! (Let Us Live), regia di John Brahm (1939)
- Angeli del mare (Coast Guard), regia di Edward Ludwig (1939)
- Balla, ragazza, balla (Dance, Girl, Dance), regia di Dorothy Arzner (1940)
- La signora del venerdì (His Girl Friday), regia di Howard Hawks (1940)
- Il vendicatore (Brother Orchid), regia di Lloyd Bacon (1940)
- Passi nel buio (Footsteps in the Dark), regia di Lloyd Bacon (1941)
- Con mia moglie è un'altra cosa (Affectionately Yours), regia di Lloyd Bacon (1941)
- Bombardieri in picchiata (Dive Bomber), regia di Michael Curtiz (1941)
- L'uomo lupo (The Wolf Man), regia di George Waggner (1941)
- Il terrore di Frankenstein (The Ghost of Frankenstein), regia di Erle C. Kenton (1942)
- Le stranezze di Jane Palmer (Lady in a Jam), regia di Gregory La Cava (1942)
- The Great Impersonation, regia di John Rawlins (1942)
- La taverna delle stelle (Stage Door Canteen), regia di Frank Borzage (1943)
- Veleno in paradiso (Guest in the House), regia di John Brahm (1944)
- Deliziosamente pericolosa (Delightfully Dangerous), regia di Arthur Lubin (1945)
- Due pantofole e una ragazza (Lady on a Train), regia di Charles David (1945)
- Corte marziale (The Court-Martial of Billy Mitchell), regia di Otto Preminger (1955)
- Sunrise at Campobello, regia di Vincent J. Donehue (1960)
- I professionisti (The Professionals), regia di Richard Brooks (1966)
- Rosemary's Baby - Nastro rosso a New York (Rosemary's Baby), regia di Roman Polański (1968)
- Le mogli (Doctors' Wives), regia di George Schaefer (1971)
- Il signore delle tenebre (Something Evil), regia di Steven Spielberg (1971)
- Prenotazione annullata (Cancel My Reservation), regia di Paul Bogart (1972)
- Bentornato Dio! (Oh, God!), regia di Carl Reiner (1977)
- Una poltrona per due (Trading Places), regia di John Landis (1983)
- Disorderlies, regia di Michael Schultz (1987)
- Donne amazzoni sulla Luna, regia di Joe Dante, Carl Gottlieb, Peter Horton, John Landis, Robert K. Weiss (1987)
- Il principe cerca moglie (Coming to America), regia di John Landis (1988)
- Diritto d'amare (The Good Mother), regia di Leonard Nimoy (1988)
- Pretty Woman, regia di Garry Marshall (1990)

### Televisione
- General Electric Theater – serie TV, episodio 4x04 (1955)
- Screen Directors Playhouse – serie TV, episodio 1x19 (1956)
- Climax! – serie TV, episodi 2x28-2x48-3x30 (1956-1957)
- The Alcoa Hour – serie TV, episodio 2x15 (1957)
- The Kaiser Aluminum Hour – serie TV, episodio 1x19 (1957)
- June Allyson Show (The DuPont Show with June Allyson) – serie TV, episodio 2x23 (1961)
- The Dick Powell Show – serie TV, episodio 1x01 (1961)
- Scacco matto (Checkmate) – serie TV, episodio 2x01 (1961)
- Gli uomini della prateria (Rawhide) – serie TV, episodi 4x03-8x09 (1961-1965)
- Gunsmoke – serie TV, episodio 13x13 (1967)
- I giorni di Bryan (Run for Your Life) – serie TV, episodio 3x05 (1967)
- Il virginiano (The Virginian) – serie TV, episodio 7x01 (1968)
- La casa nella prateria (Little House on the Prairie) – serie TV, episodio 9x12 (1982)
- Venti di guerra (The Winds of War), regia di Dan Curtis – miniserie TV (1983)
- Terrore in sala (Terror in the Aisles), regia di Andrew J. Kuehn – documentario (1984)
- Ai confini della realtà (The Twilight Zone) – serie TV, episodio 1x36 (1986)
- Ricordi di guerra (War and Remembrance), regia di Dan Curtis – miniserie TV (1988-1989)

## Doppiatori italiani
Nelle versioni in italiano delle opere in cui ha recitato, Ralph Bellamy è stato doppiato da:
- Manlio Busoni ne La signora del venerdì, Corte marziale
- Sergio Fiorentini in Rosemary's Baby - Nastro rosso a New York, Una poltrona per due
- Mario Milita ne La casa nella prateria, Donne amazzoni sulla Luna
- Giovanni Cimara in Proibito
- Vittorio Sanipoli ne L'uomo lupo
- Arnoldo Foà ne Il terrore di Frankenstein
- Nando Gazzolo ne I professionisti
- Mauro Bosco ne L'immortale
- Emilio Cigoli ne Il signore delle tenebre
- Ruggero De Daninos in Disorderlies
- Arturo Dominici ne Il principe cerca moglie
- Sandro Sardone in Diritto d'amare
- Renato Mori in Pretty Woman
- Massimo Lopez in Argento vivo (ridoppiaggio)
- Massimo Foschi ne L'orribile verità (ridoppiaggio)
- Gino La Monica in Girandola (ridoppiaggio)
- Saverio Moriones ne La signora del venerdì (ridoppiaggio)
- Gianni Marzocchi ne L'uomo lupo (ridoppiaggio)
- Enrico Bertorelli in Ricordi di guerra (ridoppiaggio)
- Alessandro Rossi in Balla, ragazza, balla (doppiaggio tardivo)